# بوريسلاف سفيتكوفيتش
بوريسلاف سفيتكوفيتش ، من مواليد 30 سبتمبر 1962 ، لاعب كرة قدم يوغسلافي سابق.
لعب مع منتخب يوغسلافيا لكرة القدم.

## وصلات خارجية
- بوريسلاف سفيتكوفيتش على موقع قاعدة بيانات كرة القدم.إي يو (الإنجليزية)
- بوريسلاف سفيتكوفيتش على موقع ناشيونال فوتبول تيمز (الإنجليزية)
- بوريسلاف سفيتكوفيتش على موقع عالم كرة القدم.نت (الإنجليزية)
- بوريسلاف سفيتكوفيتش على موقع أوليمبيديا (الإنجليزية)